# Luxor (computerspel)
Luxor is het eerste bubble shooter-puzzelspel uit een gelijknamige reeks van ontwikkelaar MumboJumbo. Het spel verscheen op 30 mei 2005.

## Gameplay
Luxor is te vergelijken met spellen zoals Puzz Loop en Zuma waarbij de speler minstens drie ballen van eenzelfde kleur op een rij dient te plaatsen.
Onderaan het speelveld staat een scarabee in de vorm van een kanon dewelke de speler horizontaal over het scherm kan bewegen. In het bovenste scherm lopen een of meerdere bochtige parcours waar scarabeeën een aaneenschakeling van diverse gekleurde ballen voortduwen van een begin- naar eindpunt. Het kanon bevat ook een gekleurde bal. De speler dient de bal af te vuren in een reeks op het speelveld. Als door deze interactie minstens 3 ballen met eenzelfde kleur naast elkaar komen te liggen, worden deze ballen vernietigd. Vervolgens komt er in het kanon automatisch een andere bal.
Een niveau is met succes beëindigd wanneer alle ballen uit het speelveld zijn vernietigd. Het niveau faalt zodra een bal het eindpunt heeft bereikt.

## Powerups
Regelmatig verschijnen er bonussen in de vorm van "Powerups" die tijdelijk voor extra functionaliteit zorgen.
- Reverse Powerup: De scarabeeën trekken de ballen voor enkele seconden achteruit.
- Slow Powerup: De scarabeeën duwen de ballen trager vooruit.
- Fireball Powerup: Het kanon bevat een vuurbal die een groot aantal ballen in het speelveld vernietigt.
- Lightning Powerup: Het kanon schiet een bliksemschicht af dewelke alle ballen op zijn pad vernietigt.
- Speed Shot Powerup: De snelheid van de afgeschoten ballen is hoger. Ook wordt het kanon sneller geladen.
- Stop Powerup: De scarabeeën blijven enkele seconden stilstaan.
- Wild Ball: De afgevuurde bal krijgt de kleur van de geraakte bal.
- Color Bomb: Vernietigt in het speelveld alle ballen met een overeenkomstige kleur.
- Scorpion Powerup (Amun Rising) : Een schorpioen vertrekt vanuit het eindpunt en vernietigt de eerste 10 ballen.

## Spellen uit de Luxor-reeks
- Luxor
- Luxor 2
- Luxor 3
- Luxor Amun Rising
- Luxor The Wrath of Set
- Luxor Pharaoh's Challenge
- Luxor Quest for the Afterlife
- Luxor 5th Passage
- Luxor Mahjong
- Luxor Adventures
- Luxor Evolved
- Luxor HD

## Trivia
Nadat concurrent Codeminion hun spel StoneLoops! of Jurassica ook uitbracht voor iPhone diende MumboJumbo een klacht in bij Apple. MumboJumbo was van mening dat het spel van Codeminion te veel elementen bevatte uit de Luxor-reeks. Apple aanvaardde de klacht en verwijderde het spel uit de Apple App Store. Sindsdien is StoneLoops! of Jurassica niet meer beschikbaar voor iPhone.